# Eomatsucoccus popovi
Eomatsucoccus popovi är en insektsart som beskrevs av Koteja 1988. Eomatsucoccus popovi ingår i släktet Eomatsucoccus och familjen pärlsköldlöss. Inga underarter finns listade i Catalogue of Life.